# Coleocentrus manni
Coleocentrus manni là một loài tò vò trong họ Ichneumonidae.